# Sphaenognathus nobilis
Sphaenognathus nobilis es una especie de coleóptero de la familia Lucanidae.

## Distribución geográfica
Habita en Venezuela.